# سانت مايكل بلفري
سانت مايكل بلفري هي كنيسة أنجليكية توجد في يورك في إنجلترا، وتقع مُباشرةً في مركز المدينة بجوار كاتدرائية القديس بطرس

## تاريخ
مبنى الكنيسة الحالي بُني بين 1525 و1537، وقد حلت محل كنيسة يعود تاريخها إلى ما لا يقل عن 1294، وهذه الكنيسة مشهورة نظرًا لأن جاي فوكس قد عُمّد فيها في 16 أبريل 1570، وقد أصبح فوكس بعد ذلك روماني كاثوليكي، وقد فشل بعد ذلك في مؤامرة البارود عام 1605